# Беллмор (Нью-Джерсі)
Беллмор (англ. Bellmawr) — місто (англ. borough) в США, в окрузі Кемден штату Нью-Джерсі. Населення — 11 707 осіб (2020).

## Географія
Беллмор розташований за координатами 39°51′59″ пн. ш. 75°5′41″ зх. д. / 39.86639° пн. ш. 75.09472° зх. д. (39.866356, -75.094670).  За даними Бюро перепису населення США в 2010 році місто мало площу 8,06 км², з яких 7,72 км² — суходіл та 0,34 км² — водойми.

## Демографія
Згідно з переписом 2010 року, у селищі мешкали 11 583 особи в 4670 домогосподарствах у складі 3070 родин. Було 4883 помешкання
Расовий склад населення:
| - 86,4 % — білих - 5,9 % — азіатів - 2,5 % — чорних або афроамериканців - 0,1 % — вихідців з тихоокеанських островів - 0,1 % — корінних американців - 3,4 % — осіб інших рас |

До двох чи більше рас належало 1,6 %. Частка іспаномовних становила 7,7 % від усіх жителів.
За віковим діапазоном населення розподілялося таким чином: 20,3 % — особи молодші 18 років, 62,7 % — особи у віці 18—64 років, 17,0 % — особи у віці 65 років та старші. Медіана віку мешканця становила 41,3 року. На 100 осіб жіночої статі у селищі припадало 95,9 чоловіків;  на 100 жінок у віці від 18 років та старших — 93,8 чоловіків також старших 18 років.
Середній дохід на одне домашнє господарство  становив 59 803 долари США (медіана — 50 784), а середній дохід на одну сім'ю — 68 676 доларів (медіана — 59 650). Медіана доходів становила 50 069 доларів для чоловіків та 37 298 доларів для жінок. За межею бідності перебувало 14,3 % осіб, у тому числі 28,7 % дітей у віці до 18 років та 9,8 % осіб у віці 65 років та старших.
Цивільне працевлаштоване населення становило 5443 особи. Основні галузі зайнятості: освіта, охорона здоров'я та соціальна допомога — 19,6 %, роздрібна торгівля — 16,9 %, науковці, спеціалісти, менеджери — 11,9 %, виробництво — 10,0 %.